# Sepp Steinhuber
Sepp Steinhuber (* 14. März 1925 in Graz; † 4. September 1997 ebenda) war ein österreichischer Politiker (SPÖ) und Tischler. Steinhuber war von 1966 bis 1984 Abgeordneter zum Nationalrat.
Steinhuber erlernte nach dem Besuch der Pflichtschule das Tischlerhandwerk und bildete sich an der Volkswirtschaftsschule in Graz weiter. Er war Tischler im Werk Graz der Simmering-Graz-Pauker AG und wirkte dort ab 1949 als Werkstättenbetriebsrat. Zwischen 1953 und 1957 war er als Betriebsratsobmann-Stellvertreter aktiv, 1957 wurde er zum Betriebsratsobmann gewählt. Steinhuber war zudem ab 1975 Kammerrat der Kammer für Arbeiter und Angestellte für Steiermark und war Obmann der Kontrollkommission der Gewerkschaft Metall-Bergbau-Energie. Er vertrat die SPÖ vom 30. März 1966 bis zum 20. Jänner 1984 im Nationalrat. 